# Висоза-ду-Сеара
Висоза-ду-Сеара (порт. Viçosa do Ceará)  —  муниципалитет в Бразилии, входит в штат Сеара. Составная часть мезорегиона Северо-запад штата Сеара. Входит в экономико-статистический  микрорегион Ибиапаба. Население составляет 48 799 человек на 2006 год. Занимает площадь 1 311,592 км². Плотность населения — 37,2 чел./км².
Праздник города —  15 августа.

## История
Город основан 7 июля 1759 года. 

## Статистика
- Валовой внутренний продукт на 2004 составляет 90.307.000,00 реалов (данные: Бразильский институт географии и статистики).
- Валовой внутренний продукт на душу населения на 2006 составляет 1.891,60 реалов (данные: Бразильский институт географии и статистики).
- Индекс развития человеческого потенциала на 2000 составляет 0,593 (данные: Программа развития ООН).